# Diolcogaster indicus
Diolcogaster indicus är en stekelart som först beskrevs av Rao och Chalikwar 1970.  Diolcogaster indicus ingår i släktet Diolcogaster och familjen bracksteklar. Inga underarter finns listade i Catalogue of Life.